# 焦糖酱布丁

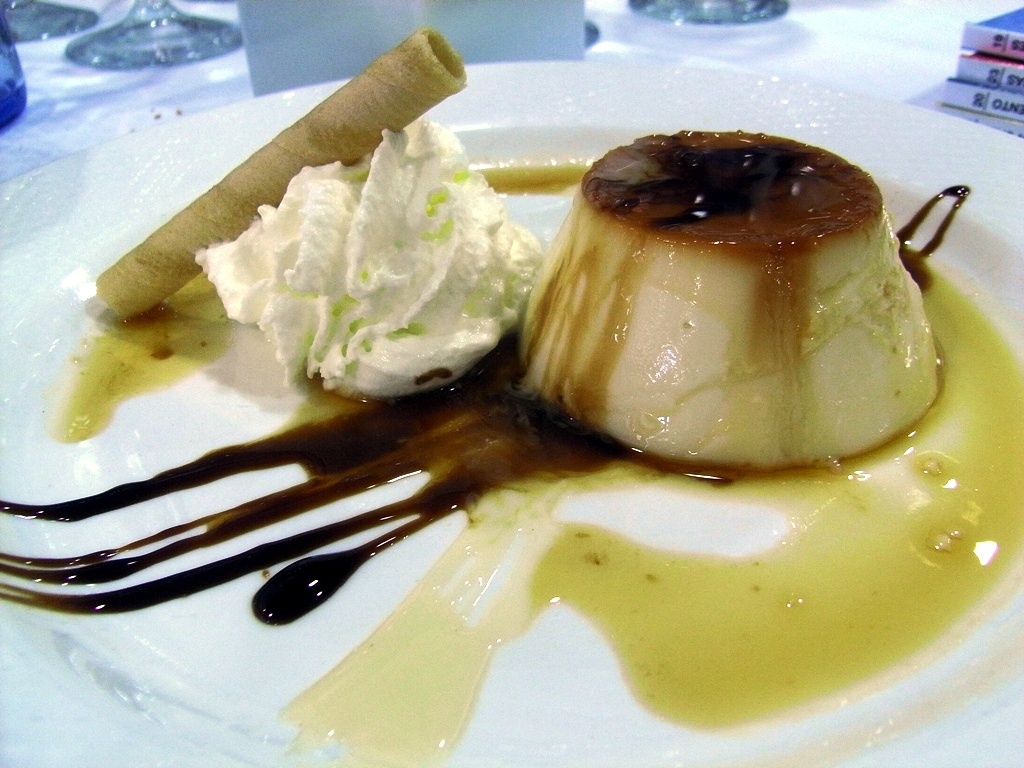

焦糖酱布丁（法語：Crème caramel，法語發音：[kʁɛm kaʁamɛl]）大致上是一种淋上焦糖的蛋奶布丁。